# Saint-Laurent-des-Bois (Loir-et-Cher)
Saint-Laurent-des-Bois település Franciaországban, Loir-et-Cher megyében. Lakosainak száma 329 fő (2022. január 1.). Saint-Laurent-des-Bois Autainville, Binas, Briou, Lorges, Marchenoir, Beauce-la-Romaine, Le Plessis-l’Échelle és Villermain községekkel határos.

## Népesség
A település népessége az elmúlt években az alábbi módon változott:
| Lakosok száma | 312  | 250  | 209  | 252  | 298  | 288  | 287  | 310  | 322  | 329  |
|               | 1968 | 1982 | 1990 | 2006 | 2013 | 2015 | 2017 | 2019 | 2020 | 2022 |